# Dơi quạ Ấn Độ
Pteropus giganteus (tên tiếng Anh: Indian flying fox) là một loài động vật có vú trong họ Dơi quạ, bộ Dơi. Loài này được Brünnich mô tả năm 1782.
Nó được tìm thấy ở Bangladesh, Trung Quốc, Ấn Độ, Maldives, Nepal, Pakistan, Sri Lanka. Còn được gọi là dơi quạ Ấn Độ hay dơi ngựa lớn Ấn Độ, loài dơi quạ này sinh sống ở chủ yếu trong rừng. Nó là một loài dơi rất lớn với sải cánh từ 1,2 và 1,5 m (3 ft 11 in và 4 ft 11 in). Đó hoạt động về đêm và ăn chủ yếu các loại trái cây chín như xoài và chuối và mật hoa. Loài dơi này sống thành đàn lên tới con số vài trăm con. 
Dơi quạ Ấn Độ cáo sống trong các khu rừng nhiệt đới và đầm lầy, nơi có một khu vực chứa nước gần đó.

## Hình ảnh

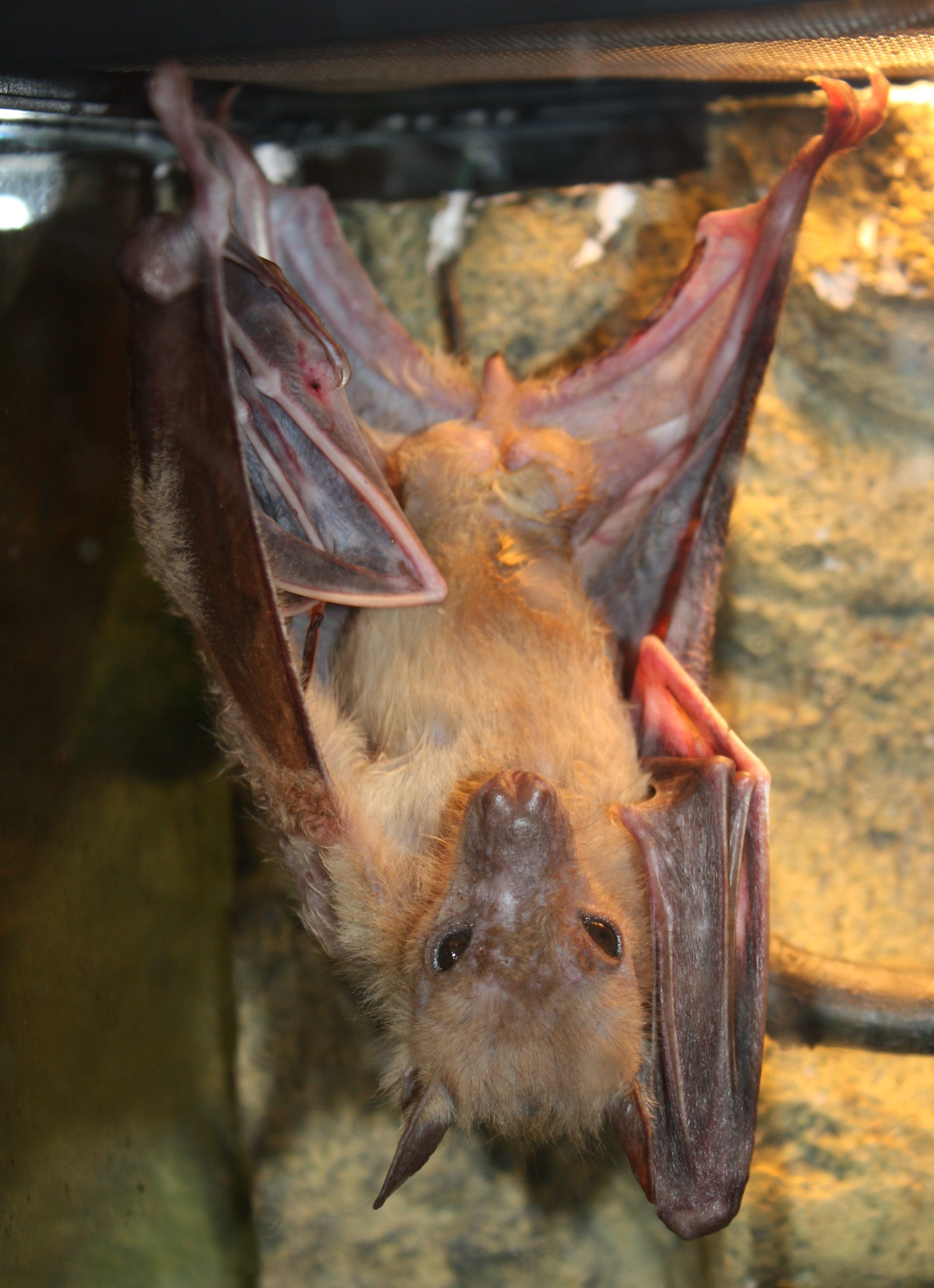
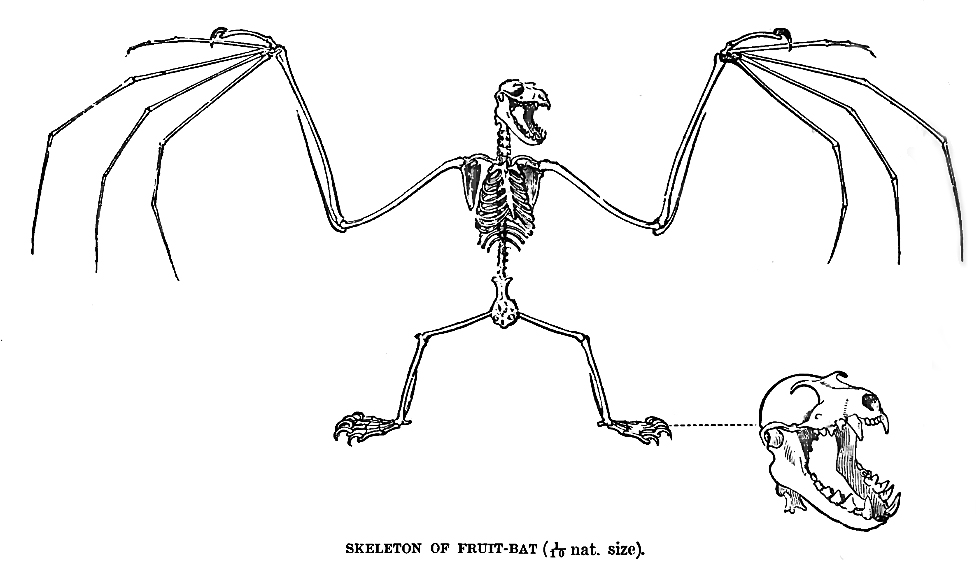
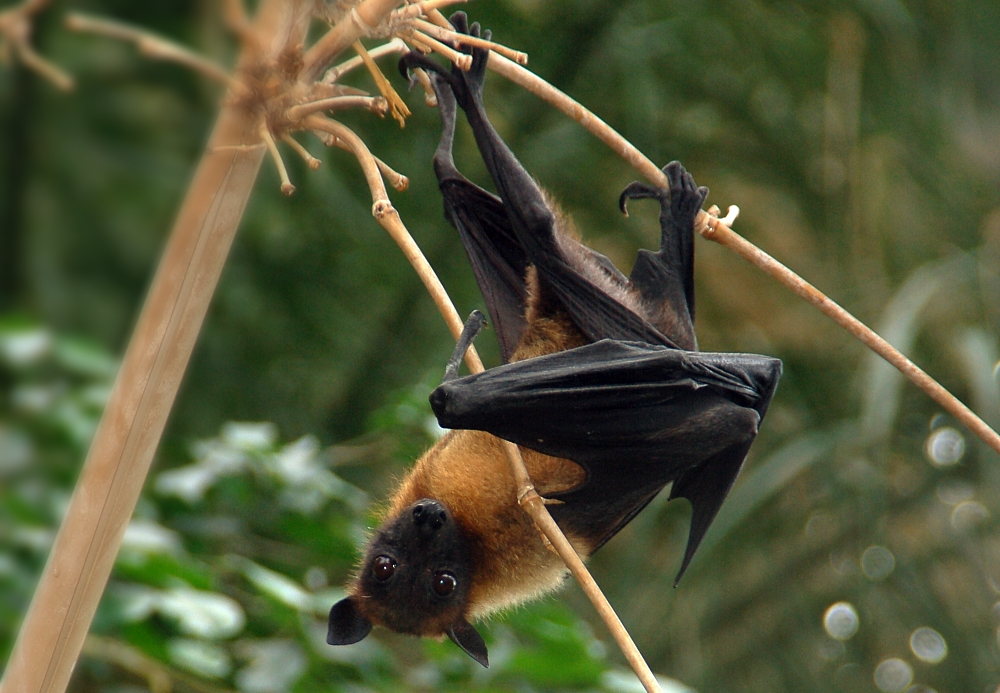
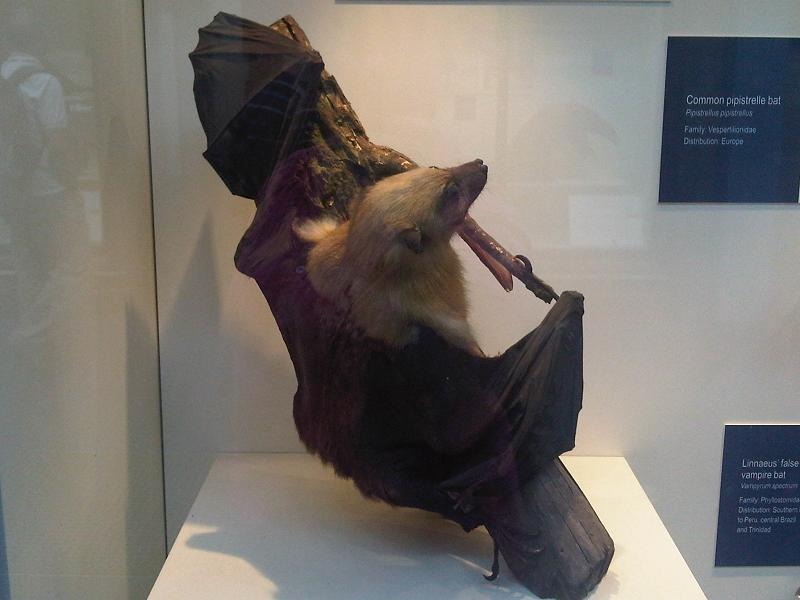